# McCartney III Imagined
McCartney III Imagined è un album di remix del musicista britannico Paul McCartney, pubblicato nel 2021 e contenente remix del suo precedente album in studio, ovvero McCartney III (2020).

## Tracce
Versione digitale
1. Find My Way (featuring Beck) – 4:53
2. The Kiss of Venus (Dominic Fike version) – 2:23
3. Pretty Boys (featuring Khruangbin) – 5:48
4. Women and Wives (St. Vincent remix) – 3:00
5. Deep Down (Blood Orange remix) – 4:24
6. Seize the Day (featuring Phoebe Bridgers) – 3:29
7. Slidin' (EOB remix) – 2:39
8. Long Tailed Winter Bird (Damon Albarn remix) – 4:10
9. Lavatory Lil (Josh Homme version) – 2:53
10. When Winter Comes (Anderson .Paak remix) – 2:21
11. Deep Deep Feeling (3D RDN remix) – 11:23

Traccia Bonus - Edizione fisica
1. Long Tailed Winter Bird (Idris Elba remix) – 2:44